# Bob John
Robert Frederick „Bob“ John (* 3. Februar 1899 in Barry, Wales; † 17. Juli 1982 ebenda) war ein walisischer Fußballspieler und -trainer.

## Leben und Karriere
John begann seine Karriere bei Barry Town United und dem Caerphilly FC, bevor er im Januar 1922 zum FC Arsenal wechselte. Sein Debüt machte er am 28. Oktober 1922 gegen Newcastle United. John spielte als linker Verteidiger oder linker Läufer. Seine Stärken waren sein gutes Passspiel und die Zweikampfstärke. Mit den Gunners gewann der Waliser drei Mal die englische Meisterschaft und einmal den englischen Pokal. Er war lange Zeit der Mann mit den meisten Einsätzen des FC Arsenal. International spielte Bob John insgesamt 15 Mal für die walisische Fußballnationalmannschaft. Sein Debüt gab er am 17. März 1923 gegen Schottland. 1938 beendete John seine Spielerkarriere und wurde Co-Trainer von West Ham United. Später war John Trainer von Torquay United. Er beendete seine Karriere im Fußball als Scout von Cardiff City. Bob John starb 1982 im Alter von 83 Jahren in seinen Heimatort Barry.

### Stationen
- Barry Town United
- Caerphilly FC
- FC Arsenal (1922–1938) (470 Einsätze)
- West Ham United (als Co-Trainer)
- Torquay United (als Trainer)
- Cardiff City (als Trainer und Scout)

### Erfolge
- 3 × englischer Meister mit dem FC Arsenal (1931, 1933, 1934)
- 1 × englischer Pokalsieger mit dem FC Arsenal (1930)